# 王宬
王宬（1440年—？），字容之，潮州府海阳县人，明朝政治人物、进士出身。

## 生平
早年出身國子生，廣東鄉試第六十名。成化十一年（1475年）乙未科會試第四十一名，殿試登進士第三甲第一百三十六名，升任户部员外郎。
曾祖父王子端。祖父王永紹。父亲王孟瓛，曾任陰陽訓術。